# Crypturellus kerriae
Crypturellus kerriae là một loài chim trong họ Tinamidae.